# Оганян, Гайк Агасиевич
Гайк Агасиевич Оганян — советский хозяйственный, государственный и политический деятель.

## Биография
Родился в 1931 году в селе Карадзор. Член КПСС с 1955 года.
С 1952 года — на хозяйственной, общественной и политической работе. В 1952—1991 гг. — инструктор окружкома комсомола, военнослужащий Советской Армии, заведующий отделом, первый секретарь Кироваканского горкома ЛКСМ Армении, заведующий отделом, второй секретарь горкома партии, инспектор ЦК КП Армении, председатель Гугарского райисполкома, второй секретарь Кироваканского горкома партии, первый секретарь Кироваканского горкома Компартии Армении.
Избирался депутатом Верховного Совета СССР 10-го и 11-го созывов.
Делегат XXV, XXVI и XXVII съездов КПСС.
Живёт в Ванадзоре.